# Georgenfelder Hochmoor
Das Georgenfelder Hochmoor ist ein Hochmoor auf der Kammhochfläche des Erzgebirges unweit von Zinnwald-Georgenfeld. Es ist Teil eines größeren Moorkomplexes, der sich in Richtung Süden jenseits der Staatsgrenze in Tschechien fortsetzt und seit alters her als „Die See“ bezeichnet wird. Das Georgenfelder Hochmoor ist eines der ältesten Naturschutzgebiete in Sachsen.

## Lage
Das unmittelbar an der deutsch-tschechischen Grenze gelegene Moorgebiet befindet sich etwa 1,5 Kilometer südwestlich des Ortskerns von Zinnwald. Es liegt auf der Kammhochfläche des Osterzgebirges unmittelbar an der deutsch-tschechischen Grenze in einer Höhenlage von ca. 870 m ü. NN. Nördlich des Moores liegen die beiden Felsklippen des Großen Lugsteins und des Kleinen Lugsteins mit dem markanten Anfang der 1990er Jahre errichteten Fernmeldeturm zwischen beiden Felsenklippen.
Das Hochmoor selbst ist nur zu Fuß oder per Fahrrad von einem ca. 500 Meter weiter östlich gelegenen Parkplatz aus erreichbar.

## Entstehung, Alter und Profil
Die Entstehung des Hochmoores reicht bis in die Elstereiszeit zurück. Die maximale Ausdehnung der Inlandvergletscherung erstreckte sich damals bis zur Feuersteinlinie, die im Landkreis Sächsische Schweiz-Osterzgebirge etwa von Tharandt – Rabenau – Freital – Kreischa – Weesenstein – Cottaer Spitzberg verläuft.
Der hiesige Gebirgskamm trug eine dauerhafte Firnschneekappe. Bei dem Abschmelzen dieser Kappe bildeten sich in den Mulden kleine Seen, welche keine Abflüsse hatten. In der Wärmeperiode, welche der Eiszeit folgte, bildete sich der Pflanzenwuchs am Rande dieser Gewässer. Die Schilf und Schachtelhalme bildeten den ersten Humus und leiteten die Moorbildung ein. In dem Wasser sammelte sich herabfallendes Laub, Pollen und angewehtes Gras. Die im Flachmoor eingeschlossenen Pollen lassen, nach tausenden Jahren, noch eine genaue Bestimmung der damals vorherrschenden Vegetation und des Klimas zu.
Die anschließend folgende trockene und warme Klimaperiode ließ diese Schilfmoore austrocknen. Einzelne Bäume, vor allem Birken siedelten sich in diesen nährstoffreichen Gebieten an. Nach dieser Periode folgte eine sonnenarme, kühle und feuchte Zeit. Die enormen Niederschläge erhöhten den Wasserhaushalt immens, weshalb sich sehr schnell Torfmoos-Gattungen ansiedelten, welche durch ihren schnellen Wuchs die Bäume verdrängten und schließlich ganz unterdrückten. Die abgestorbenen Bäume wurden unter dem Moos luftdicht verschlossen. Diese Schicht wird heute auch als alter Waldtorf bezeichnet. Das Torfmoos stirbt von unten her ab und wächst dabei nach oben unbegrenzt weiter. Dadurch bildete sich eine starke Torfschicht. Die Oberfläche dieses Bewuchses ist zu derer Mitte hin stark gewölbt, weshalb es als Hochmoor bezeichnet wird. Die geografische Lage dieses Moores hat also mit dem Begriff Hochmoor nichts gemein, da es auch im Flachland Hochmoore gibt.
Die anschließende gemäßigt-trockene Klimaperiode sorgte für einen erneuten Baumbewuchs des Gebietes. Es siedelte sich die Moorkiefer an. Die vertorften Moose bildeten den älteren Moostorf. Im Anschluss wurde es wieder kühl und feucht, die Moose verdrängten wieder den Baumwuchs. Diese abgestorbenen Gehölze werden heute als die jüngere Waldtorfschicht bezeichnet. In unserem jetzigen gemäßigt-trockenen Klima siedelten sich abermals Gehölze wie die Moorkiefer an.
Auf den abgetragenen Hochflächen des Erzgebirgskammes haben sich im Laufe der Zeit mehrere Moore gebildet. Diese bilden meist auch die Wasserscheiden.
Halbreifer Moostorf bildet in 100 Jahren eine Schicht von 8 cm. Reifer Moostorf bildet in dieser Zeit eine Schicht von zwei bis drei Zentimetern. Das Georgenfelder Hochmoor hat eine Stärke von etwa 5 Meter, somit ist sein Alter auf etwa 10.000 Jahre anzunehmen.

## Bedeutung und historische Nutzung
Das Moor erfüllt die gleiche Aufgabe wie die Gletscher der Hochgebirge, es nimmt das reichliche Wasser der Schneeschmelze und starker Regengüsse auf und gibt es während der trockenen Zeit langsam wieder ab. Das Georgenfelder Hochmoor ist in der Lage 1300 Liter Wasser pro Quadratmeter aufzunehmen. Es speist nach Nordwesten hin den Warmbach.
Die Wasserspeicherfunktion des Georgenfelder Hochmoores erlangte mit dem im 16. Jahrhundert aufblühenden Zinnbergbau im benachbarten Altenberg an Bedeutung. Der für Abbau und Verarbeitung gestiegene Wasserbedarf führte um 1550 zur Anlage des Neugrabens, der das Moor zum ebenfalls angelegten Wasserspeicher des Großen Galgenteichs hin entwässerte und ihm einen Teil des für Bestand und Wachstum notwendigen Wassers entzog.
Hinzu kam die Gewinnung von Torf als Brennstoff in der Zeit vor 1900 und Anfang der 1920er Jahre. Auch dies begünstigte die Austrocknung von Teiles des Moorgebietes und seine Umwandlung in Heidegebiete.
Schädigend wirkte auch das durch die Braunkohlenwirtschaft im Nordböhmischen Becken seit den 1980er Jahren verursachte Waldsterben. Das großflächige Absterben der Fichten-Moorwälder begünstigte die Verdunstung über dem Moor aufgrund des nun ungehindert über das Moor ziehenden Windes.

## Schutzstellung und touristische Erschließung
Auf eine Initiative des Landesvereins Sächsischer Heimatschutz wurde das Gebiet 1926 angekauft und zum Naturschutzgebiet erklärt. Besonders hervorgehoben hat sich bei diesem Ankauf und der botanischen Erforschung, der Oberlehrer Geirg Marschner. Auch der sächsische Botaniker Hofrat A. Naumann, außerordentlicher Professor der Botanik an der Tierärztlichen Hochschule in Dresden unternahm intensive Forschungen im Georgenfelder Hochmoor.
Das Moor wurde durch die Anlage eines weitreichenden Bohlenwegs begehbar gemacht. Der regelmäßig erneuerte und teilweise auch neu trassierte Weg umfasst aktuell eine Länge von ca. 1.200 Meter inklusive einer hölzernen Aussichtsbrücke. Der Weg mit zahlreichen zweisprachigen (deutsch, tschechisch) Informationstafeln versehene Weg ist nur für Fußgänger begehbar. Eine barrierefreie Nutzung u. a. durch Rollstühle und Kinderwagen ist nicht möglich.
Das Naturschutzgebiet umfasst eine Fläche von etwa 13,5 ha. Es ist der Nordwestzipfel eines insgesamt etwa 120 ha großen Moorgebietes, dessen Großteil auf tschechischem Gebiet liegt. Das Naturschutzgebiet ist zudem Bestandteil des 35 ha großen FFH-Gebietes „174 Georgenfelder Hochmoor“.
Das unmittelbar an das Naturschutzgebiet nach Süden angrenzende Moorgebiet auf tschechischer Seite ist auf einer Fläche von ca. 7 ha ist unter der Bezeichnung „Rašeliniště U jezera-Cínovecké rašeliniště“ ebenfalls als FFH-Gebiet geschützt. Zum Schutzgebiet gehört ebenfalls ein noch weiter südlich gelegenes ca. 537 ha großes Teilgebiet.
Die Schutzstellung des Georgenfelder Hochmoores beruht auf der Tatsache, dass es das einzige größere Kammhochmoor im Osterzgebirge ist und den Lebensraum für zahlreiche gefährdeter Tier- und Pflanzenarten bildet.
Um der fortlaufenden Austrocknung des Moores entgegenzuwirken, wurden ab 2013 Maßnahmen zur nachhaltigen Wiedervernässung ergriffen. Dabei wurden am Grabensystem des Moores etwa 120 Grabensperren errichtet und etwa 30 Spundwände eingeschlagen. Auf der tschechischen Seite wurden analoge Maßnahmen umgesetzt.
Die Bewirtschaftung des Moores erfolgte zwischen 2008 und 2023 durch eine gemeinnützige GmbH im Auftrag der Stadt Altenberg, die Eigentümer des Areals ist. Seit 2023 hat die Stadt Altenberg wieder direkt die Bewirtschaftung übernommen. Die Anlage ist i. d. R. zwischen Mai und Oktober täglich geöffnet (Stand 2024). Im Jahr 2014 zählte das Georgenfelder Hochmoor 17.500 Besucher (2013: 15.000 Besucher).

## Heutige Vegetation

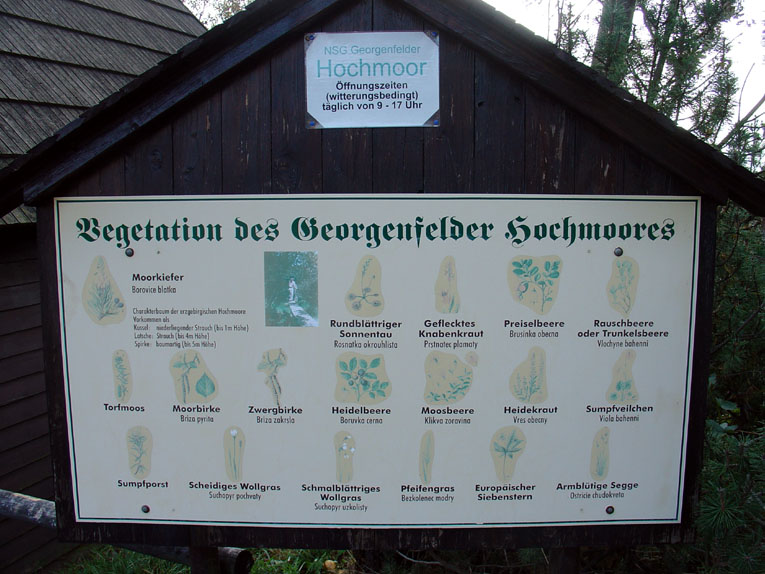
Hinweisschild über die Vegetation im Hochmoor

Durch den intensiven Torfstich wurde der Wasserhaushalt des Gebietes gestört, was das Absterben einiger Pflanzengattungen zur Folge hatte. Heute siedelt noch die aus der nordeuropäischen Tundra stammenden Moosbeere und Trunkelbeere. Vorherrschend ist die Moorkiefer, aber auch einige Weißbirken und Fichten haben sich angesiedelt. Die Moorkiefer stammt von der im Hochgebirge ansässigen Bergkiefer ab. Im Georgenfelder Hochmoor ist sie meist als kniehoher Strauch, als Latsche oder als Krummholzkiefer anzutreffen, sie hat sich mit diesen Wuchsformen perfekt an das raue Klima dieses Gebirgszuges angepasst. Heidelbeeren, Heidekraut und Preiselbeeren sind auf den ausgetrockneten Stellen zu finden. Das Scheidenwollgras hingegen hat die feuchten Stellen besiedelt.
Weiterhin sind im Naturschutzgebiet folgende geschützte Pflanzen anzutreffen (tschechisch), Latein:
- Sumpfkiefer[5] Pinus uncinata
- Moorbirke[6] Betula pubescens
- Zwergbirke (Bříza zakrsla)
- Torfmoos Sphagnidae
- Heidelbeere (borůvka černá)
- Sumpfporst Rhododendron tomentosum
- Schneidiges Wollgras (suchopýr pochvatý)
- Schmalblättriges Wollgras (suchopýr úzkolistý)
- Rundblättriger Sonnentau (rosnatka okrouhlistá)
- Geflecktes Knabenkraut
- Preiselbeere (brusinka)
- Rauschbeere oder Trunkelbeere
- Moosbeere
- Heidekraut
- Sumpf-Veilchen, Viola palustris
- Pfeifengras
- Europäischer Siebenstern
- Armblütiges Segge

## Galerie

Schematischer Profilschnitt durch ein Hochmoor
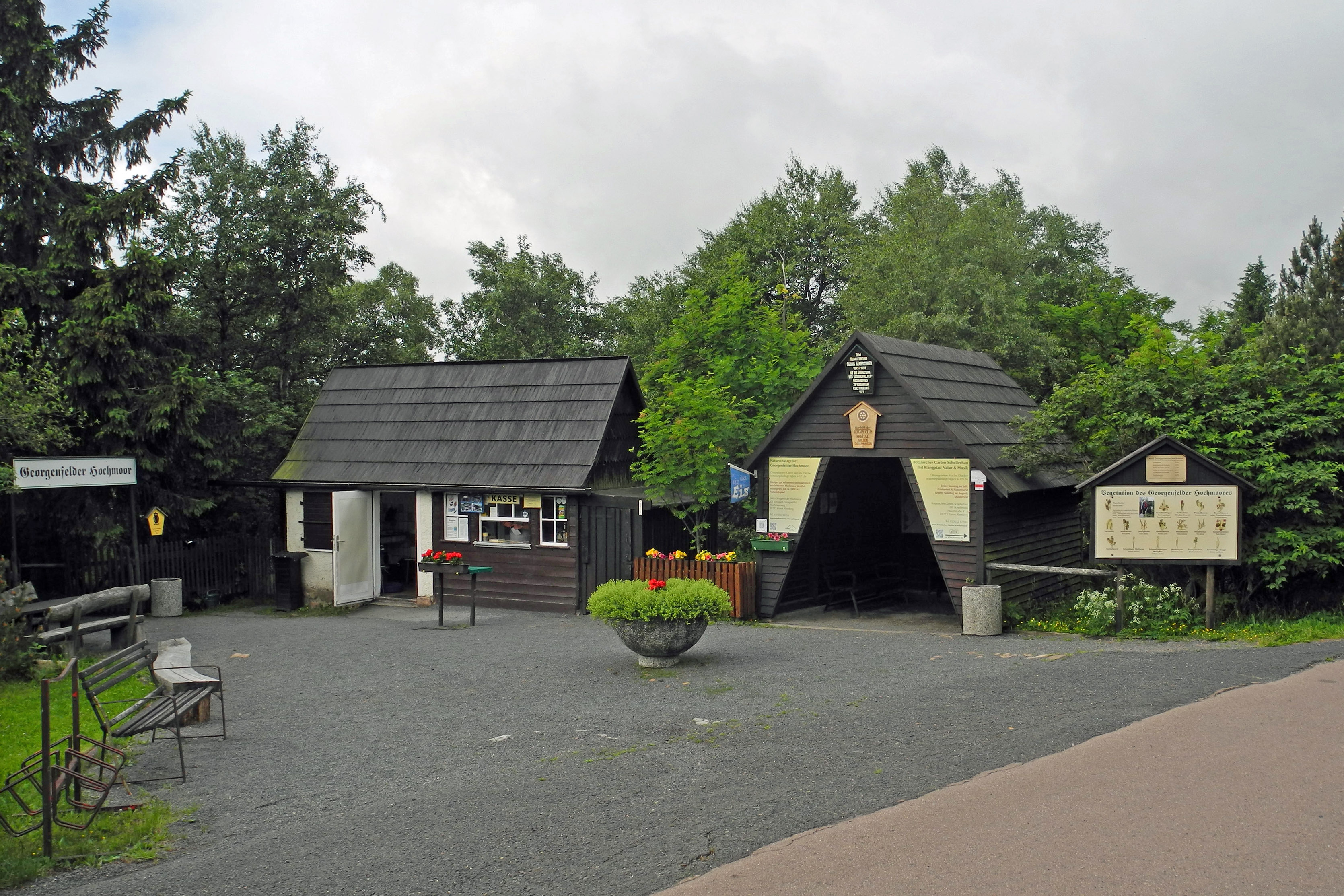
Eingangsbereich zum Georgenfelder Hochmoor
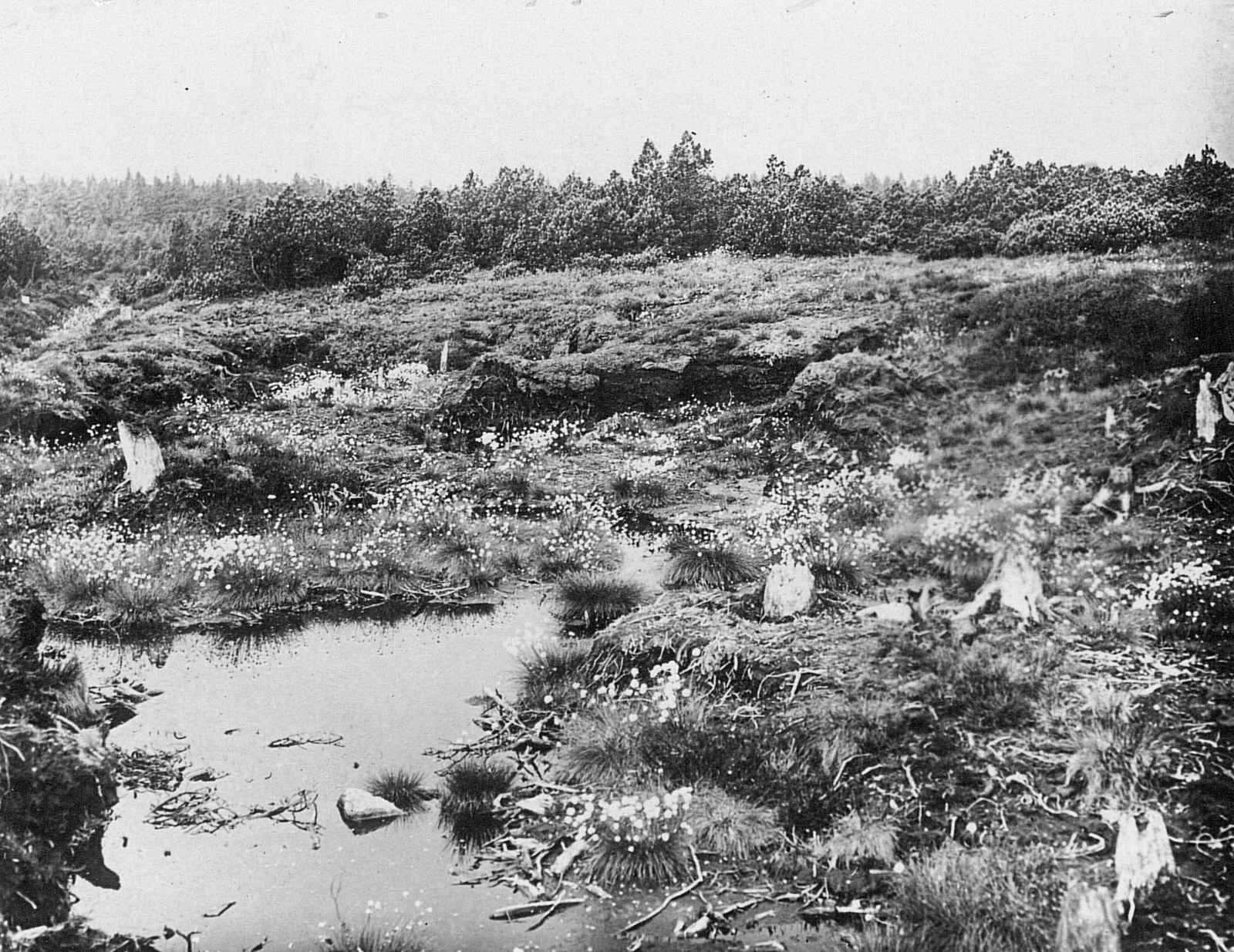
Historische Aufnahme der Moorlandschaft (1927)
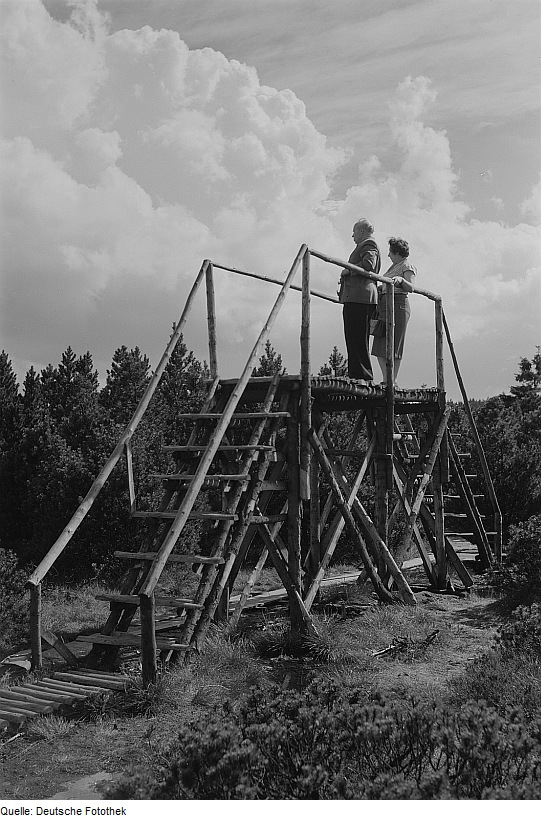
Historische Aufnahme der Besucherbrücke (1963)
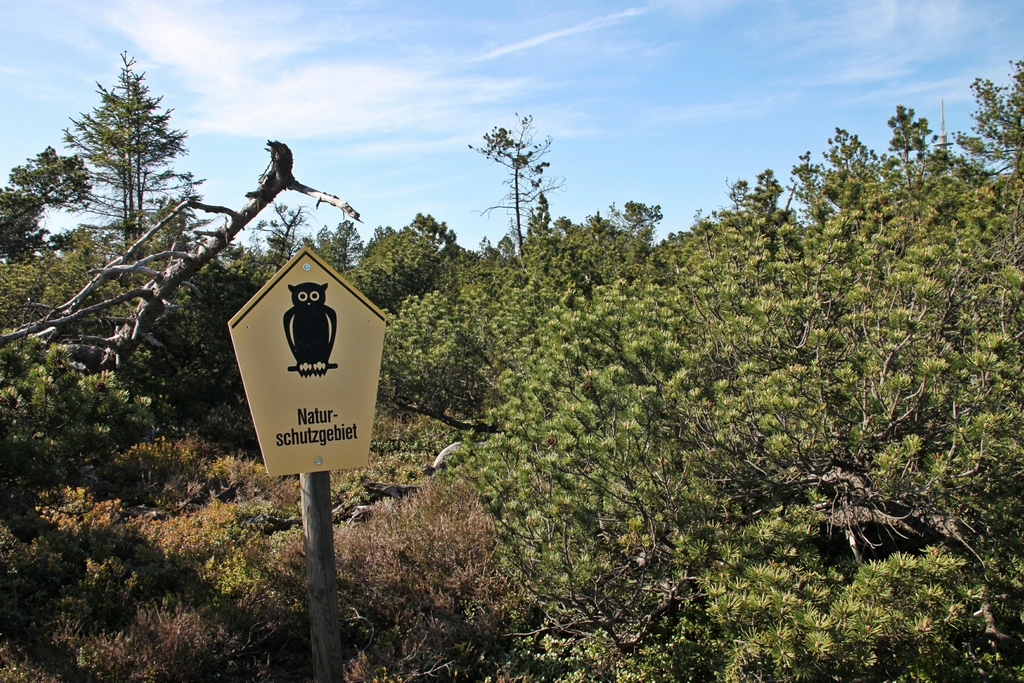
Naturschutzgebiet Georgenfelder Hochmoor
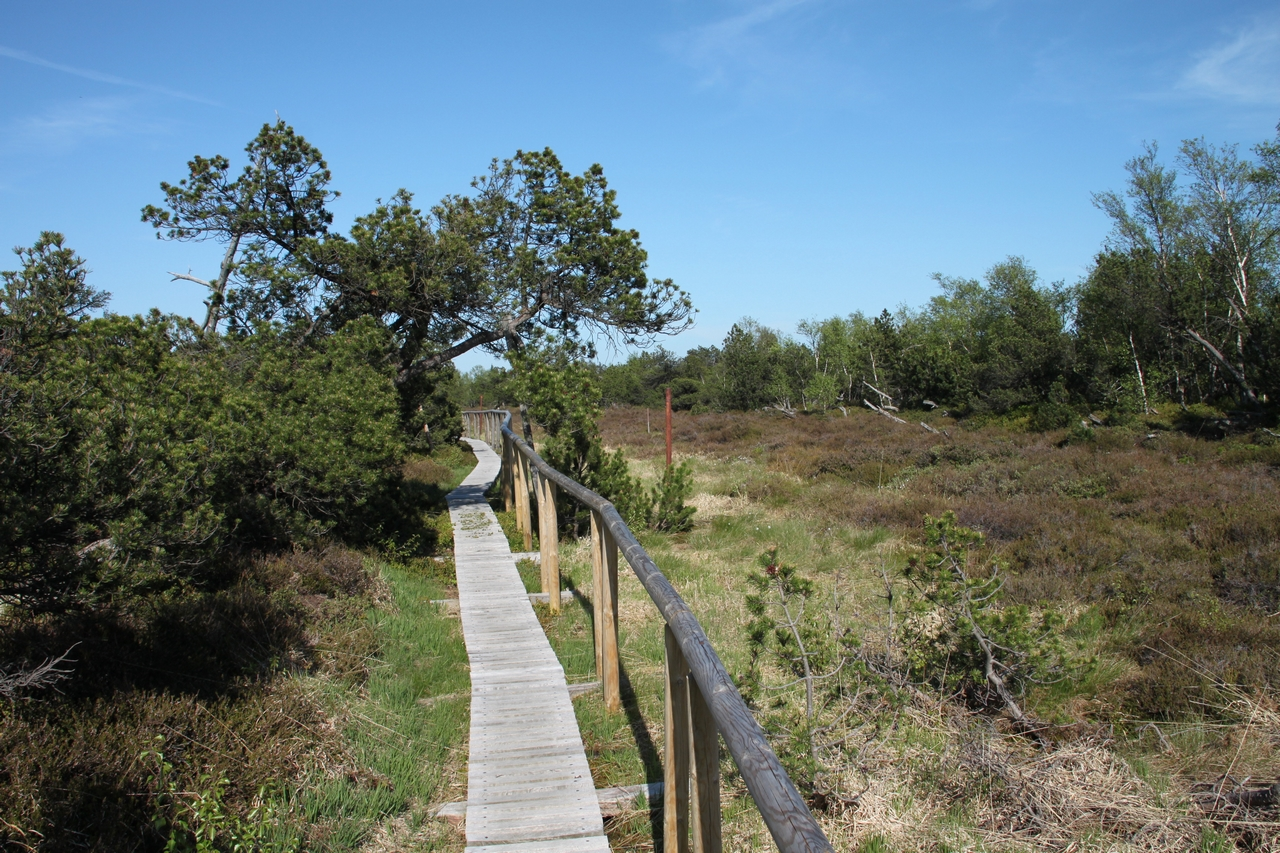
Bohlenweg im Georgenfelder Hochmoor, unmittelbar rechts vom Weg verläuft die deutsch-tschechische Staatsgrenze
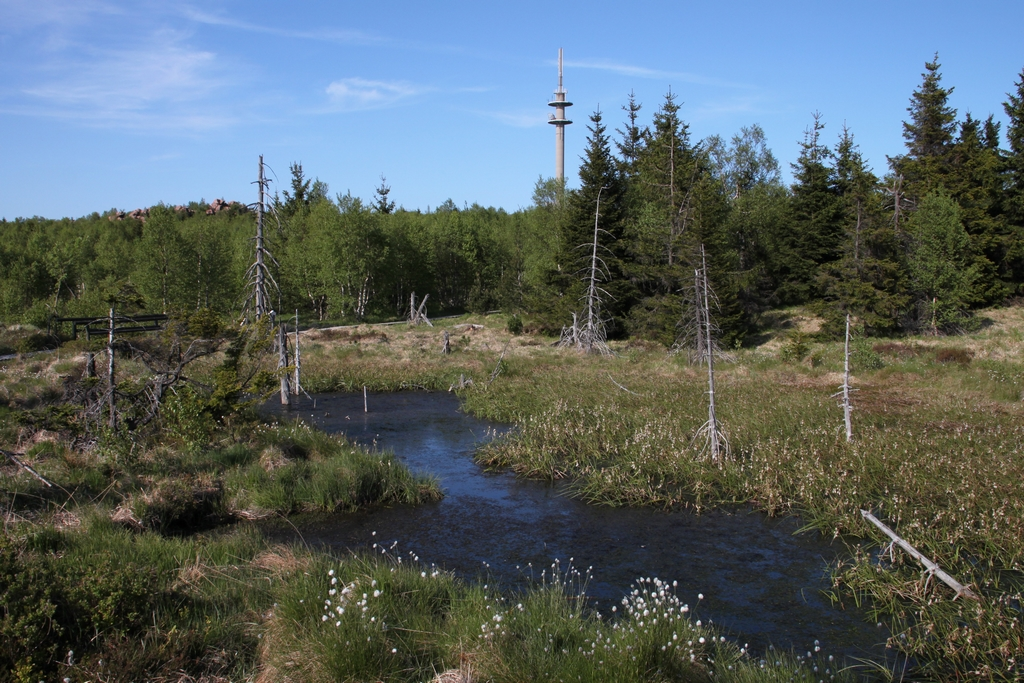
Stillgewässer im Georgenfelder Hochmoor, im Hintergrund ist der Sendeturm auf dem Lugstein zu sehen
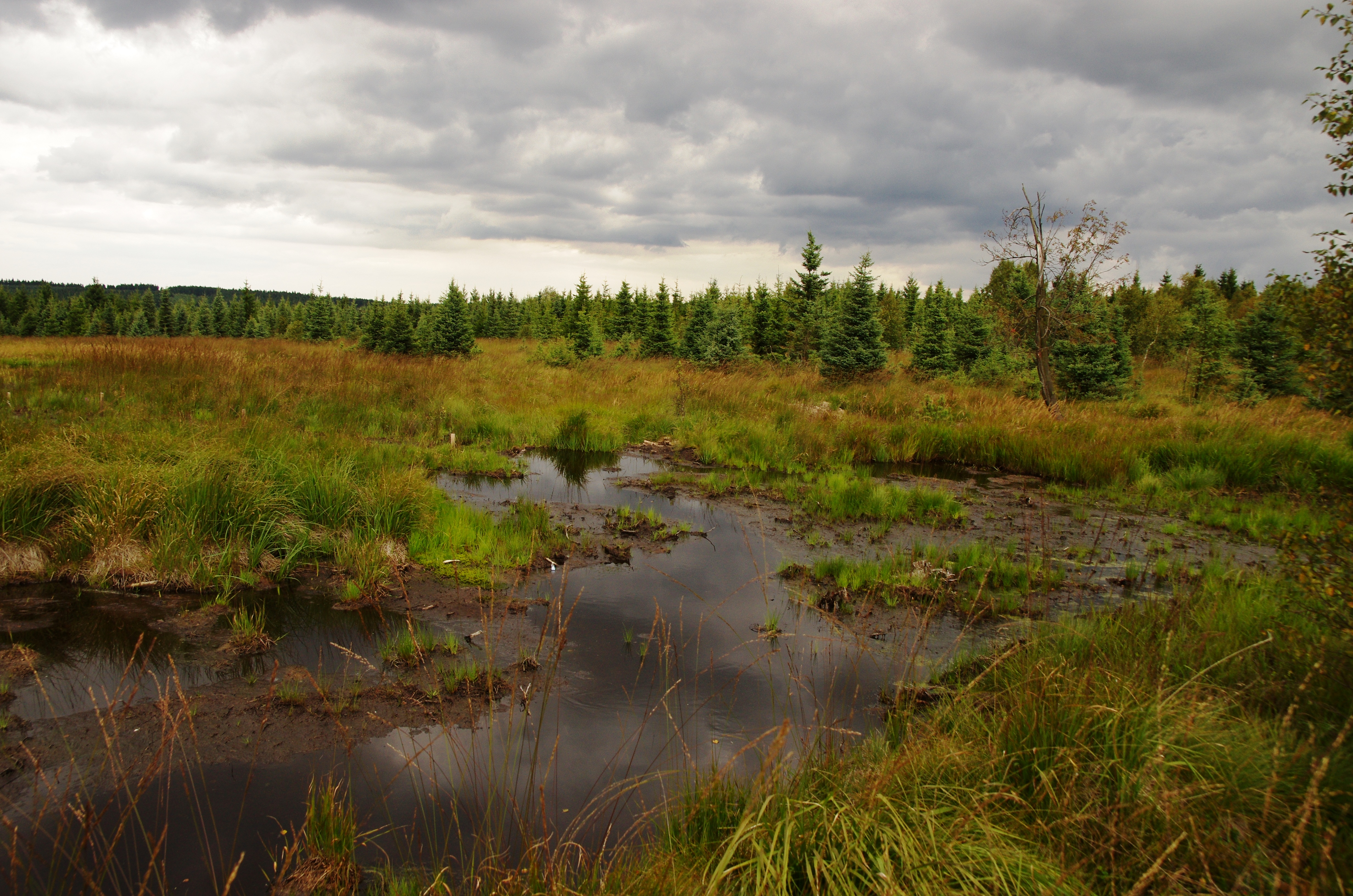
Stillgewässer im Naturschutzgebiet Georgenfelder Hochmoor
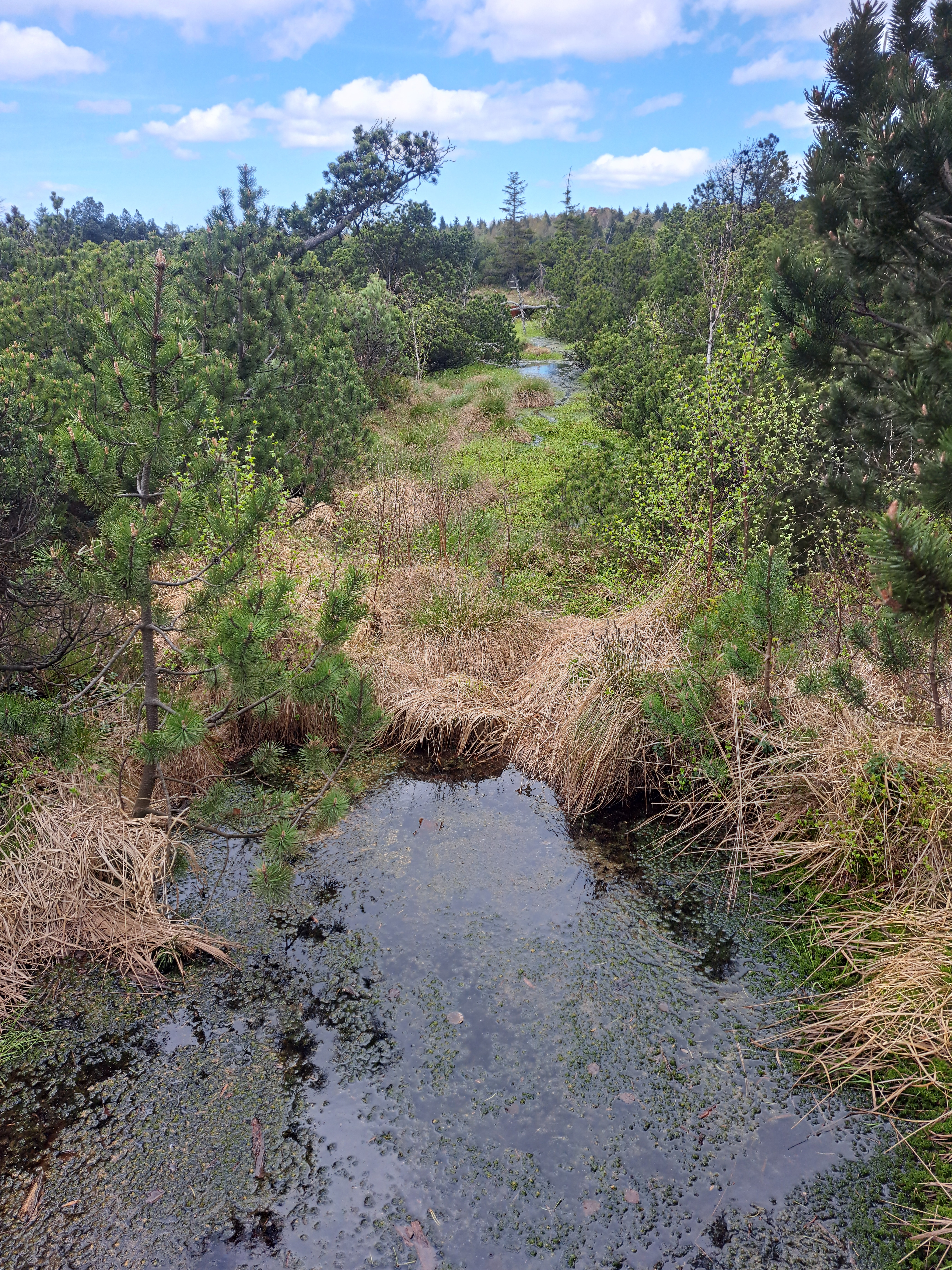
Der Neugraben im Georgenfelder Hochmoor
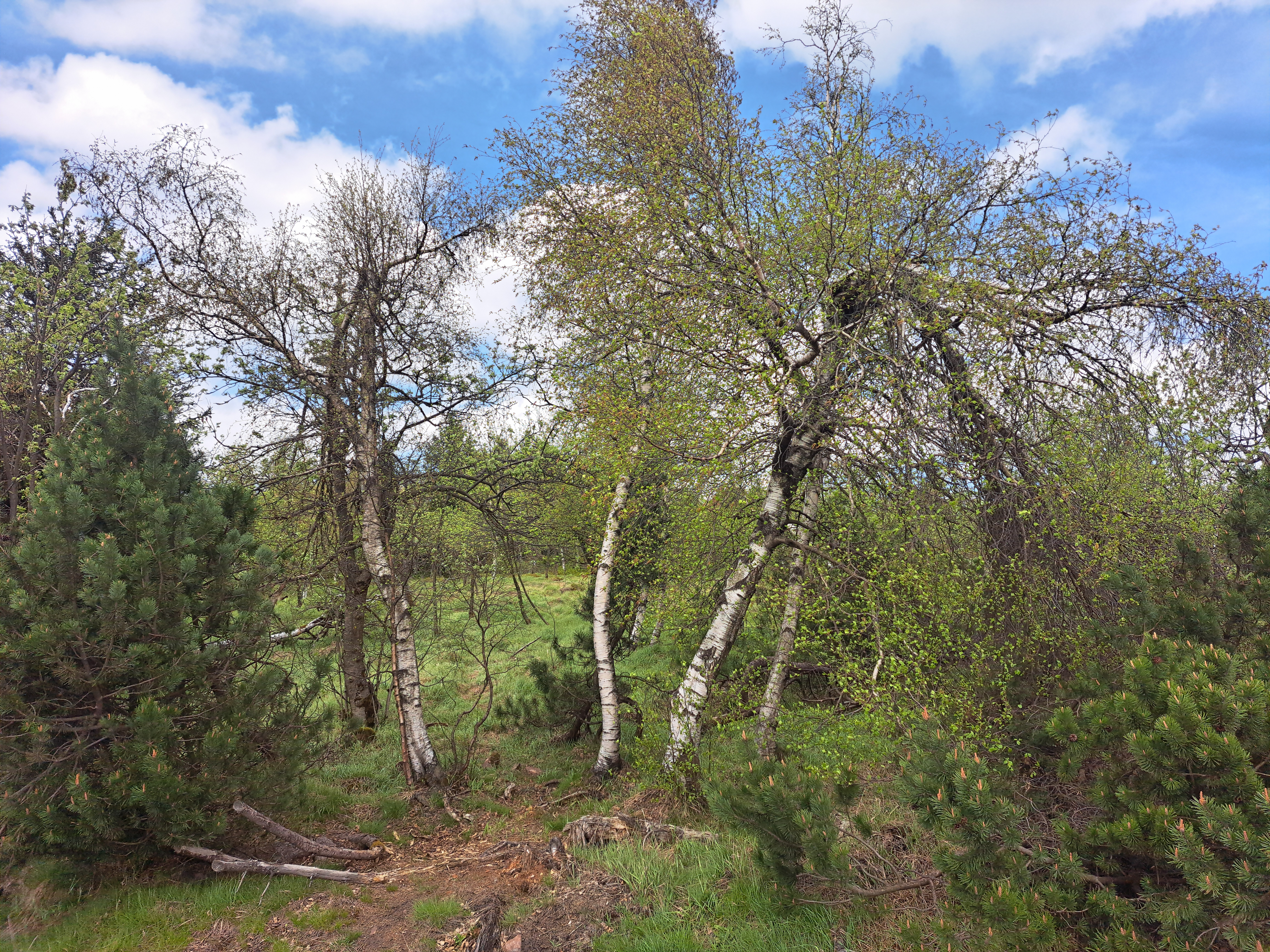
Moorbirke
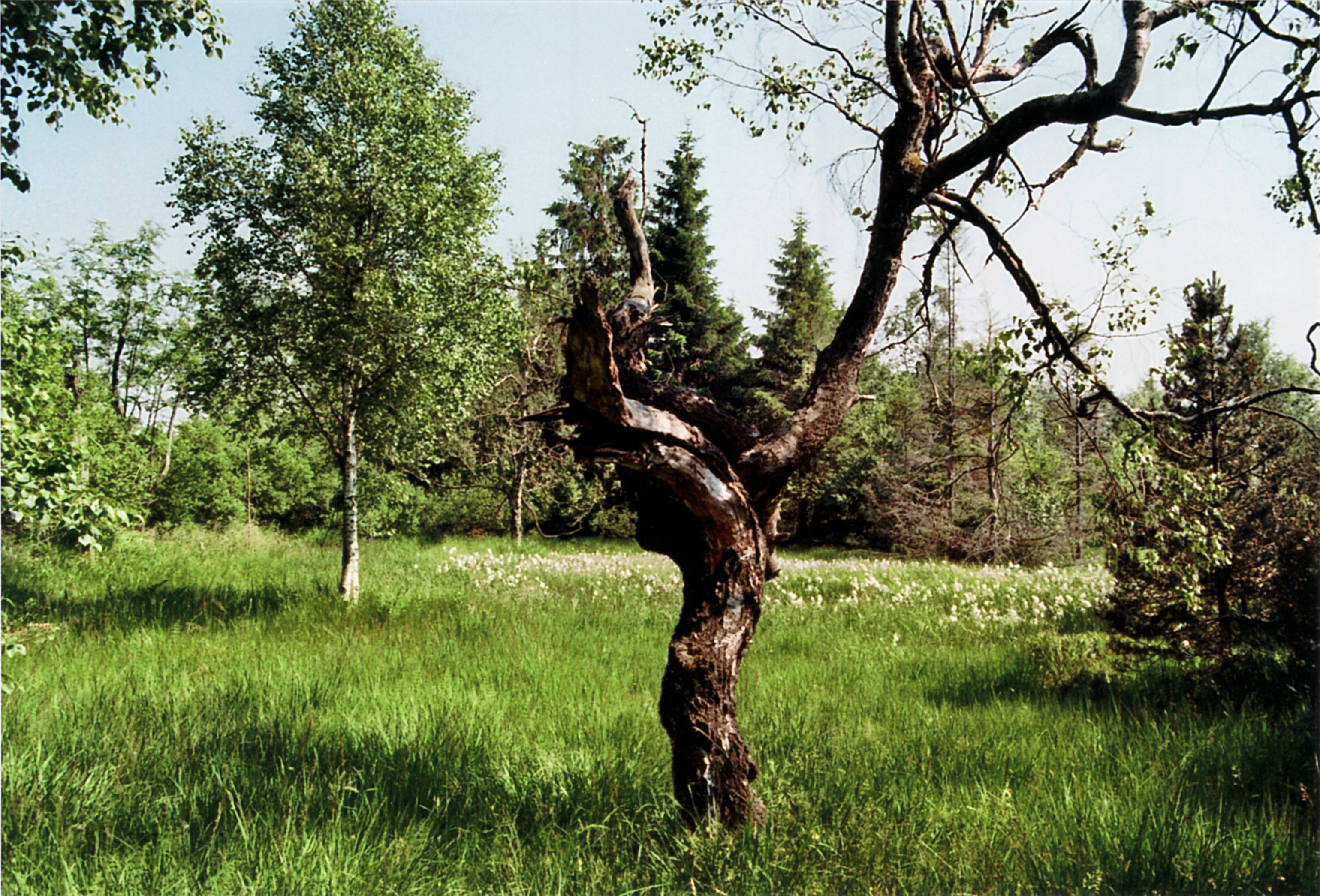
Offene Wiesenfläche mit Wollgräsern
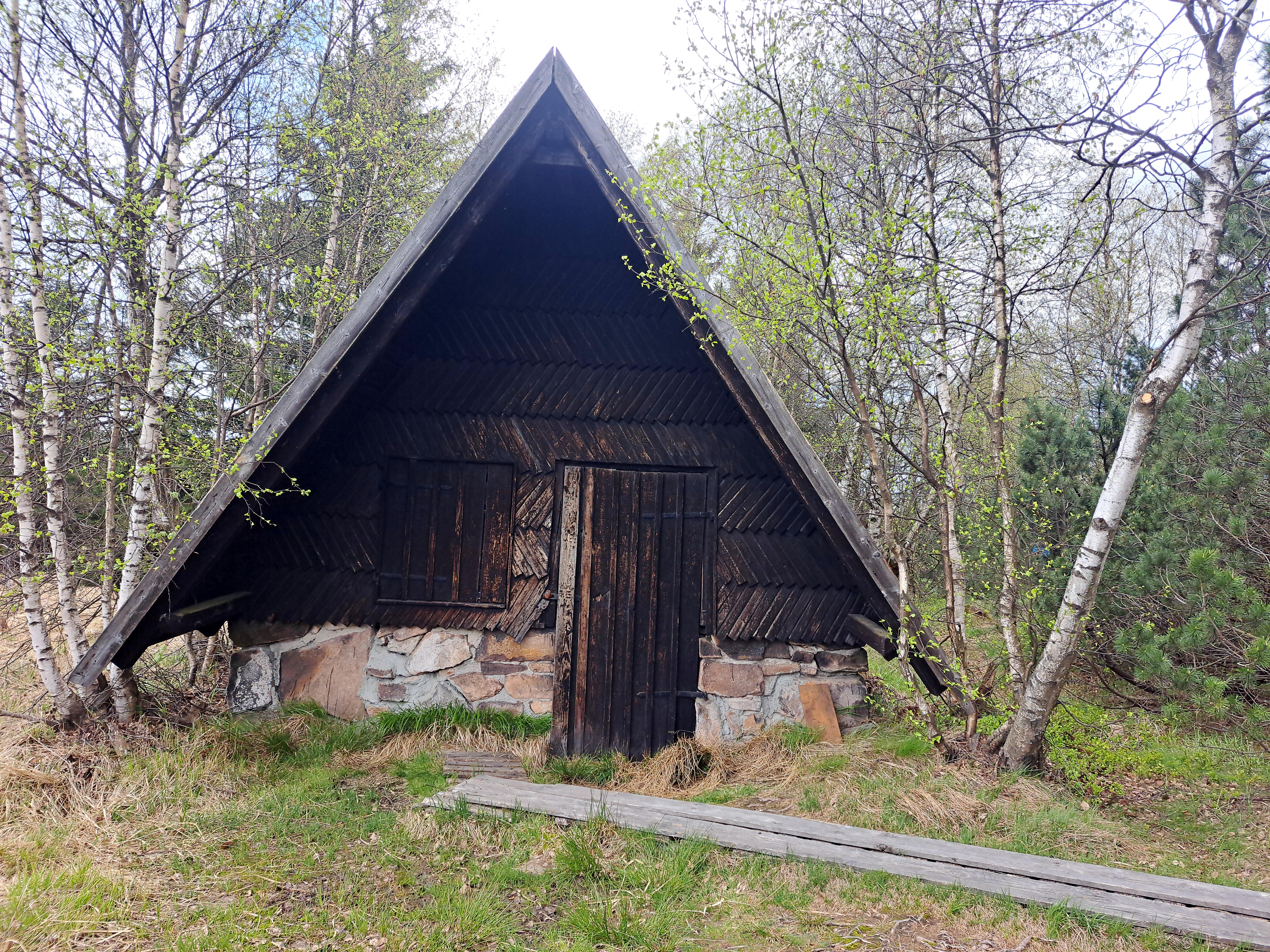
Ehemalige Torfhütte (Schutzhütte für Torfarbeiter)
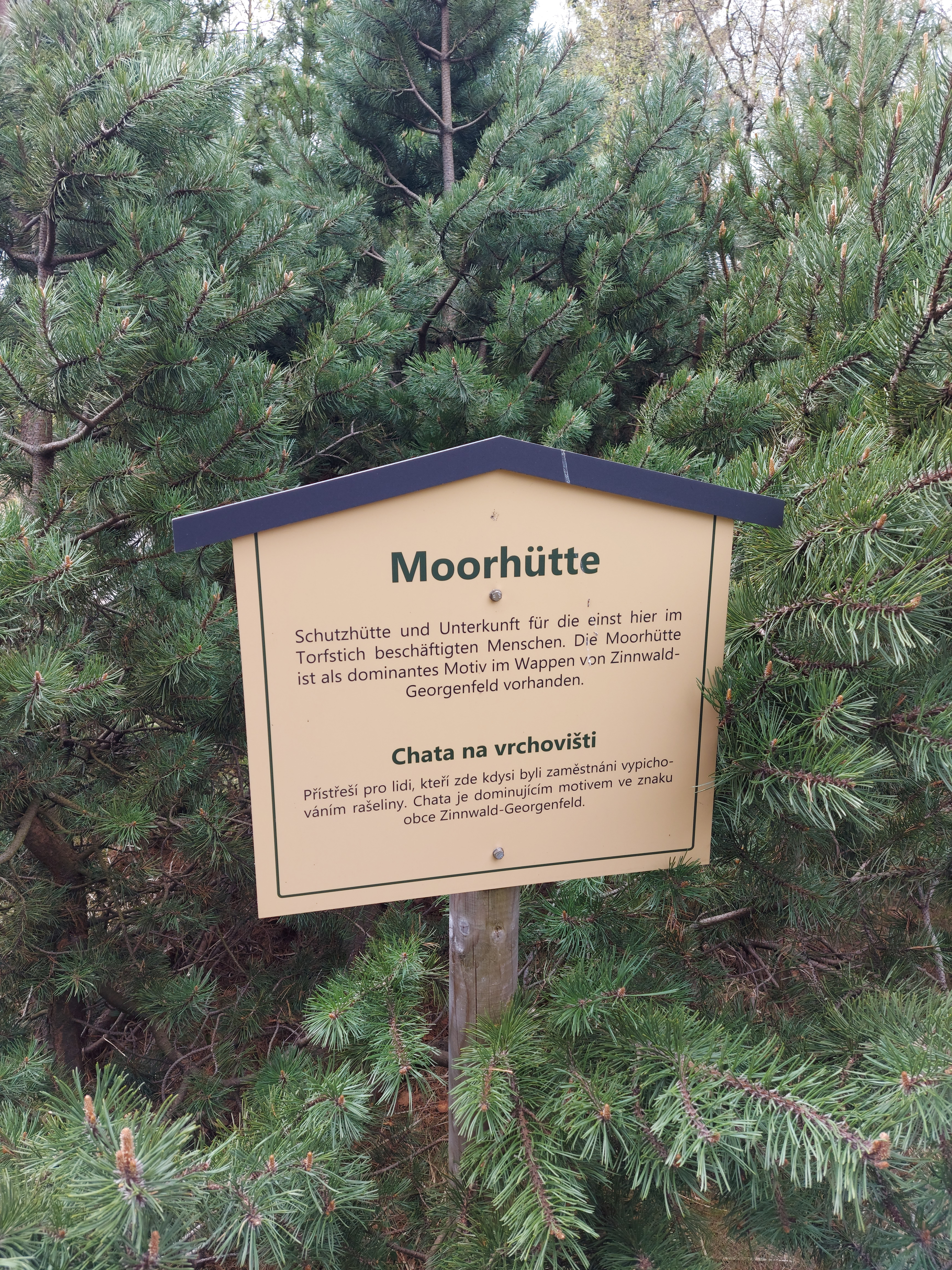
Eine der zahlreichen Informationstafeln im Hochmoor
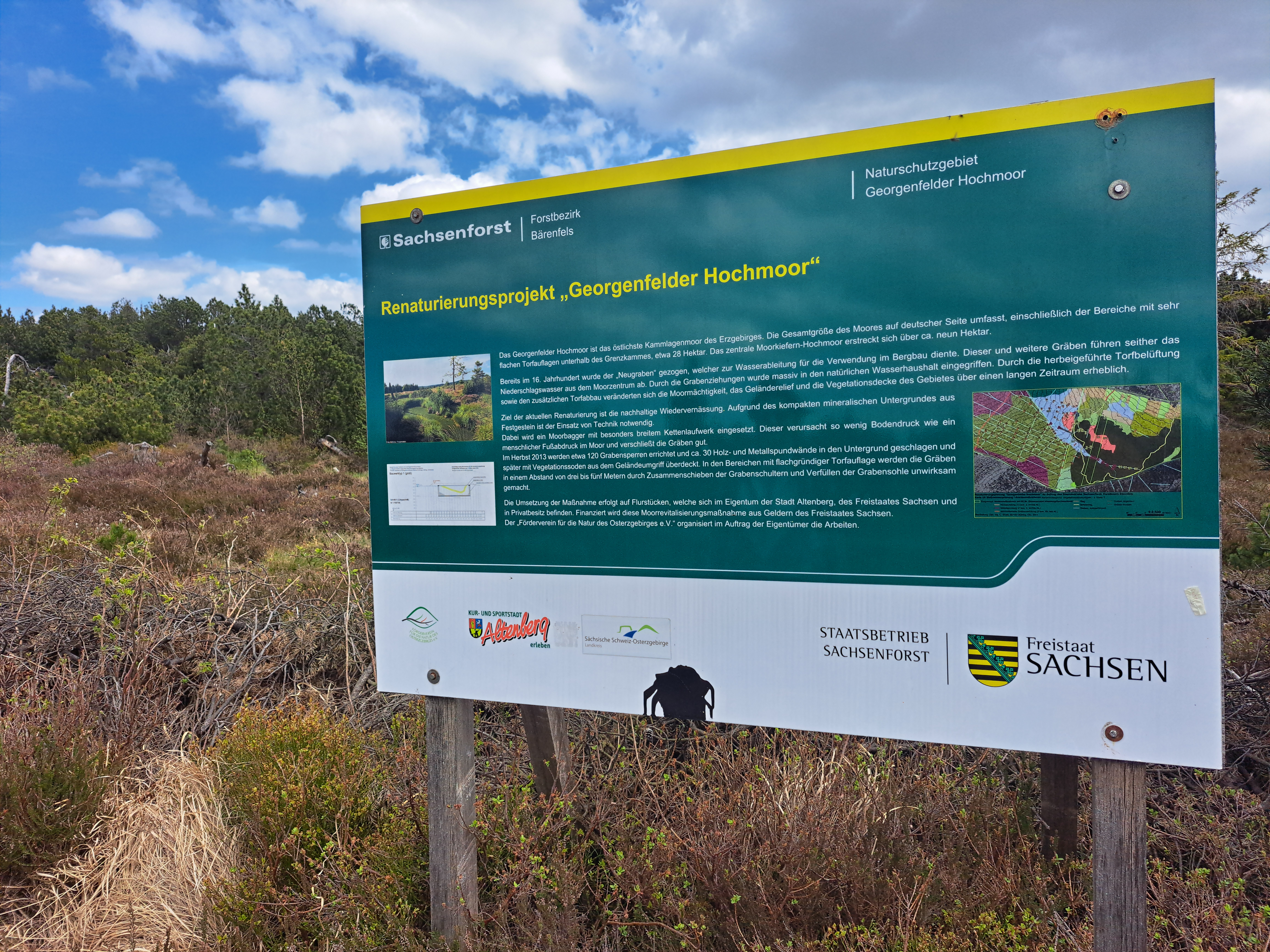
Informationstafel zu Renaturierungsmaßnahmen